# Innovations-Inkubator
Der Innovations-Inkubator Lüneburg ist ein Projekt zur Förderung der Wirtschaft im ehemaligen Regierungsbezirk Lüneburg. Das Wirtschaftsförderungsprojekt wurde auf Initiative der Leuphana Universität Lüneburg und des Landes Niedersachsen gestartet. Es verfügt über ein Investitionsvolumen von knapp 100 Millionen Euro, wovon das Gros von 64 Millionen Euro von der Europäischen Union aus dem Europäischen Fonds für regionale Entwicklung (EFRE) und 22 Millionen Euro vom Land kommen. Der Innovations-Inkubator Lüneburg ist Preisträger der gemeinsamen Standortinitiative der Bundesregierung und der Industrie, Deutschland Land der Ideen.
Im Vordergrund standen die Schaffung und Sicherung von wissensintensiver Beschäftigung. Mittlere und kleine Unternehmen der Region sollten in ihrem Forschungs- und Entwicklungspotenzial gefördert werden. Es war geplant, bis 2015  rund 50 Innovationsprojekte in 16 Teilmaßnahmen an der Universität umzusetzen. Themenschwerpunkte:
- Digitale Medien
- Gesundheit
- Nachhaltige Energie

Die OECD hat in einem Kurzbericht bescheinigt, dass der Inkubator seine wesentlichen Ziele erreicht hat.
Allerdings gab es auch Kritik: „Die Wirtschaftsförderer sehen mit Sorge, dass die Leitung des Inkubators die Einbindung der kommunalen Ebenen anscheinend nicht als einen wesentlichen Erfolgsfaktor für das Gelingen des Inkubators ansieht.“ Ende 2011 wurde im Niedersächsischen Landtag eine kleine Anfrage bezüglich der Wirksamkeit des Inkubators gestellt. Die Landesregierung antwortete Anfang 2012: „Im Großprojekt bestehen zurzeit 187 Kooperationen, wovon 67 % (126 Kooperationspartner) im Konvergenzgebiet angesiedelt sind, weitere Kooperationen bestehen mit Unternehmen aus den Landkreisen Cuxhaven (3), Heidekreis (2) und Osterholz (1).“